# Biogeografia da região andina
A América do Sul atualmente possui uma diversidade resultante de um longo processo histórico marcado por mudanças climáticas, glaciações e períodos de isolamento geográfico, bem como a quebra desse isolamento e flutuações no nível do mar. Esses fatores guiaram as mudanças na paisagem e, por consequência, na composição da biota sulamericana.
Devido a todos esses processos de isolamento e conexão, postula-se que a biota da América do Sul tenha uma origem híbrida. Sendo formada por um componente austral/meridional, que estaria relacionado a outras áreas meridionais como Austrália, Tasmânia e Nova Guiné, e um componente tropical, relacionado às biotas da África e da América do Norte.Essas duas biotas sulamericanas possuem características claras que as diferenciam, sendo evidenciadas nas maiorias das regionalizações biogeográficas do continente desde o século XIX por autores como Philip Lutley Sclater e Alfred Russel Wilson. Apesar de vários autores reconhecerem a divisão, os limites de cada região variam de um autor para outro. Morrone propôs a divisão em uma biota Andina, referente à porção meridional do continente, e uma biota Neotropical, compreendendo as áreas tropicais e relacionadas às biotas norte-americanas e africanas, além dessa divisão, propôs também a existência de uma zona de transição entre as regiões, contendo tanto elementos neotropicais como elementos andinos. 

## Caracterização da região Andina
A região Andina estende desde o Chile Central na direção do sul, passando pela Patagônia e Terra do Fogo. Dentro dessa região, Morrone, identificou três biotas notavelmente diferentes entre si, tanto na composição taxonômica quanto na ecossistêmica, são elas: a chilena central, a subantártica e a da estepe patagônica ou erêmica. Apesar das diferenças notáveis atualmente, se voltarmos no tempo geológico essas biotas tornam-se indistinguíveis, comprovando que têm uma origem comum. 
A biota da subregião central chilena estende-se entre 30 e 37º S de latitude. A vegetação é xérica do tipo matorral mediterrâneo e alterna-se com florestas de baixa altura.  
Na subregião subantártica encontram-se as florestas temperadas de ambos os lados das cadeias do sul dos Andes, as Ilhas Juan Fernández, no Pacífico e ilhas subantárticas como as Maldivas (Falklands). A presença de florestas constituídas pelo gênero Nothofagus é característica deste bioma. As espécies do gênero variam conforme a latitude e a altitude ao longo dos Andes e abaixo de 35ºS na Argentina e no Chile.  
A biota patagônica ou erêmica compreende a região do sul de Mendoza, na Argentina, até o norte da Terra do Fogo, incluindo o Rio Negro. A vegetação é de estepe arbustiva e a família com maior número de endemismos é Asteraceae.
A reconstrução da história de uma região biogeográfica não é uma tarefa simples. Uma região é reconhecida pela presença de determinados táxons e por suas características fisionômicas, estas são influenciadas por fatores geográficos, geológicos, climáticos etc. Nenhum dos componentes que permitem reconhecer uma região mantém-se estável ao longo do tempo, cada qual tem sua própria taxa de mudança, culminando em um ponto em que nenhuma das características que identificavam uma região é reconhecível.

## Evolução Geobiótica
Para entender as características de cada subregião e da região Andina como um todo é preciso voltar no tempo geológico e observar quais eventos levaram a unidade à sua conformação atual. Para essas inferências são utilizadas informações geológicas e paleontológicas, principalmente de plantas vasculares e mamíferos, dois grupos com grande registro no Cenozóico da América do Sul. Os primeiros mamíferos placentários e marsupiais no continente foram registrados no Paleoceno. Nesse mesmo período, as plantas com fores se tornaram dominantes nos ambientes continentais. 

### Paleoceno
A atividade tectônica na América do Sul ao longo do Mesozóico e do Cenozóico era controlada por um sistema de subducção na margem ocidental e expansão na margem oriental, onde está localizada a Cordilheira Centro Atlântica. Esses eventos foram muito influentes para a porção sul, direcionando as mudanças climáticas, a evolução das paisagens e a composição da biota.
Durante o Paleoceno Inferior ocorreu a formação do Mar Salamanquense, que estendia-se desde o extremo sul da Patagônia até a região onde hoje encontra-se o Peru, devido a ausência de grandes barreiras topográficas. Essa formação dividiu o continente em Norte Gondwânico e Sul Gondwânico. O Mar Salamanquense regride durante o Paleoceno Médio, restringindo-se ao sul da Patagônia e a Terra do Fogo, os territórios antes cobertos por ele formam grandes planícies aluviais e bacias de lagos. Ao longo do Paleoceno, América do Sul e Antártica permaneceram unidas, além disso, o outro extremo antártico estava conectado à Austrália, permitindo o intercâmbio de fauna e flora entre essas regiões. Na Patagônia, em concordância com a alta temperatura dos oceanos, predominavam florestas tropicais e os mamíferos dominantes eram insetívoros-frugívoros ou ramoneadores.

### Eoceno
No Eoceno Médio os primeiros glaciais do tipo Alpino foram registrados na antártica, e no Eoceno Superior, foram registradas deformações tectônicas correspondentes a Fase Inca do soerguimento dos Andes. Na transição Eoceno-Oligoceno observa-se a substituição da flora tropical por uma mais temperada, com expansões das florestas de Nothofagus e o aparecimento de táxons comuns de ambientes xéricos. Na mastofauna desse período ainda notava-se o domínio dos ramoneadores, mas houve um aumento na diversidade de mixed-feeders e de pastadores. Durante essa transição o Mar da Tasmânia abre-se na Antártica e a mudança do fluxo das águas na região acarreta numa diminuição da temperatura e do nível do mar.

### Oligoceno
Apesar da relativa calma tectônica durante o Oligoceno, as modificações na convergência das placas de Nazca e Sul-Americana provocaram a reativação da atividade vulcânica no arco andino. A atividade magmática ocorreu em grandes áreas da Argentina central, Bolívia e Peru, mas foi escassa no sul da Argentina e no Chile. Uma nova transgressão marinha ocorreu e o Mar Patagônico cobriu as mesmas áreas que foram cobertas pelo Mar Salamanquense no Cretáceo e no Paleoceno Inferior. A separação da Austrália da Antártica no limite Eoceno-Oligoceno provocou o surgimento de uma corrente de água fria em torno da Antártica, iniciando a glaciação no leste desse continente. A flora no Oligoceno Superior começou a tomar forma similar a de hoje, com a presença de formações xerofíticas nos ambientes costeiros  e manchas de vegetação aberta no interior, apesar da presença de florestas notofágaceas, araucárias e podocarpáceas na região da Patagônia. A comunidade de mamíferos do Oligoceno Superior passou a ser dominada pelos pastadores, apesar da alta diversidade de ramoneadores e mixed-feeders, essa distribuição permite inferir que as comunidades foram desenvolvidas em uma vegetação de savana arborizada.

### Mioceno
No Mioceno o aumento na taxa de subducção entre as placas de Nazca e Sul-Americana tiveram alto impacto sobre a biota e o clima, diferenciando a biota ocidental da oriental no continente e resultando na diferenciação da região andina. Nesse período houve mais uma glaciação na Antártica (Mi1) e a definiu-se uma sazonalidade climática na Patagônia. Do Mioceno Inferior ao Médio a temperatura do mar aumentou em 2º C. No Mioceno Médio e Superior uma nova transgressão marinha ocorreu, o Mar Paranaense. A conclusão da camada de gelo na Antártica, junto com o aumento no gradiente de temperatura entre o Equador e os polos levou a rápida redução da temperatura e da precipitação em nível global. As comunidades vegetais caracterizaram-se pelo aumento na abundância de táxons xerofíticos, expandindo a zona árida na Patagônia e retraindo as florestas à encosta ocidental dos Andes. A presença de primatas na Patagônia é evidencia de que os climas quentes e ambientes florestados persistiram mesmo nas porções mais austrais da região. Mas durante o Mioceno Superior os mamíferos relacionados a ambientes florestais  extinguiram-se, tornaram-se escassos ou desapareceram da Patagônia, e a mastofauna foi dominada por pastadores e mixed-feeders, com baixa diversidade de ramoneadores e frugívoros. Essa mudança seria uma resposta à passagem de savanas-parque para estepes e pastagens.

### Plioceno e Pleistoceno
Na transição Mioceno-Plioceno, o recuo do Mar Paranaense deu início a “Idade das planícies austrais”, grandes formações que estendiam-se desde o norte da Patagônia até o porção superior da bacia do Amazonas. Essa fase termina com o início da Fase Diaguita da orogenia andina, que eleva a Cordilheira Central da Argentina e do Chile. Essa elevação intensificou o efeito da “Zona de Sombra de Chuva”, culminando em áreas áridas entre a Cordilheira Central e as Serras Pampeanas, no leste da Argentina, esse efeito é o principal responsável pela diferenciação da região andina. No Plioceno Superior o fechamento do Ístimo do Panamá altera a circulação das águas oceânicas e auxilia a formação da corrente circum-Antártica. Por volta de 2,3 Ma foram registradas glaciações na Patagônia.  No Pleistoceno os ciclos glaciares produziram expansões recuos dos ambientes áridos e úmidos, resultando na interligação da biota de ambientes abertos. Ao longo dos Andes orientais formou-se um corredor de savanas, permitindo a conexão das estepes do sul da Argentina às pradarias colombianas. As florestas expandiram-se inversamente aos ambientes abertos, ou seja, quando estes se retraíam durante os períodos interglaciais quentes e úmidos. O registro de mamíferos para o Plioceno-Pleistoceno na Patagônia é muito pobre, provavelmente devido a predominância de agentes de erosão sobre os depósitos, decorrência da eleveção dos Andes.